# Swedish Open 1980
Die Swedish Open 1980 im Badminton fanden vom 10. bis zum 13. März 1980 in Karlskrona statt.

## Finalresultate
| Disziplin    | Sieger                         | Finalist                             | Ergebnis          |
| ------------ | ------------------------------ | ------------------------------------ | ----------------- |
| Herreneinzel | Prakash Padukone               | Rudy Hartono                         | 9:15, 15:12, 15:1 |
| Dameneinzel  | Yoshiko Yonekura               | Ivanna Lie                           | 10:12, 11:5, 11:8 |
| Herrendoppel | Ade Chandra Christian Hadinata | Thomas Kihlström Bengt Fröman        | 15:5, 12:15, 15:9 |
| Damendoppel  | Atsuko Tokuda Yoshiko Yonekura | Barbara Sutton Karen Bridge          | 15:8, 15:6        |
| Mixed        | Lars Wengberg Anette Börjesson | Torbjörn Pettersson Carina Andersson | 15:7, 15:7        |